# 요시오카 게이타
요시오카 게이타(일본어: 喜岡 佳太, 1997년 10월 5일~)는 일본의 축구 선수이다.

## 구단 경력
그는 2020년 J3리그의 AC 나가노 파르세이루에 입단했다. 2022년까지 58경기에 출전하여, 3득점을 넣었다. 2022년 7월 J2리그의 몬테디오 야마가타로 이적했다. 2024년 블라우블리츠 아키타로 이적했다. 2025년 레노파 야마구치 FC로 이적했다.